# Екзистенциализъм
Екзистенциализмът (от латински: existentia – съществувание, живот) може да се определи в най-общ и популярен смисъл като философия на съществуването. Въпреки разликите в доктрините на водещите философи екзистенциалисти, те възприемат човека като субект (а не като обект на изследването си), не само като мислещ субект, а по-скоро като действена, чувстваща, жива човешка личност заедно с условията, при които съществува тази човешка личност, като отправна точка на своите философски разсъждения. Екзистенциализмът е едно от най-влиятелните философски течения през първата половина на XX век. Екзистенциалистката литература от този период е също силно развита и изразена.
Екзистенциализмът се разпространява след Първата световна война в Германия в периода на Втората световна война във Франция, а след Втората световна война и в останалите държави, например САЩ. Идейни извори на екзистенциализма са философията на живота, феноменологията на Едмунд Хусерл, религиозно-мистичното учение на Сьорен Киркегор. Киркегор разглежда съществуващите религиозни и философски системи по отношение на това как човек използва своята лична свобода. Той намира всички тези системи за незадоволителни по отношение на отговора им за целта и смисъла на живота, затова формира възгледа, че всеки сам е отговорен за намирането и преследването на своя жизнена цел.
Фундаментална идея за екзистенциализма е мисълта на Сартр от книгата му „Екзистенциализмът е хуманизъм“, че при човека „съществуването предшества същността“. Човек се ражда, тоест започва съществуването си без да притежава същност. Същността на човека се формира като сбор от неговите избори. „Човек е осъден да избира“. Във всеки един момент човек е изправен пред правото и отговорността си да избира (как да постъпи във всяка една житейска ситуация). Всеки негов избор формира неговата същност. По този начин човек е напълно свободен да бъде това, което е избрал. Така стигаме до разбирането на екзистенциализма за свободата.
Най-съвременното въплъщение на екзистенциализма в психологията, теологията и други науки се основава на необходимостта от нови категории за разбирането на човешката личност и нейното битие. Тези науки осъзнават, че човешките същества не могат да бъдат описвани и изучавани само като материя с определени свойства или само като субекти, взаимодействащи главно с обкръжаващия ги свят на обектите.

## Етимология
Терминът „екзистенциализъм“ (на френски: l'existentialisme) e въведен от френския католически философ Габриел Марсел в средата на 40-те години. Отначало, когато Марсел прилага термина към Жан-Пол Сартр на колоквиум през 1945 г., Сартр го отхвърля. Впоследтвие Сартр променя решението си и на 29 октомври 1945 г. публично възприема „етикета“ екзистенциализъм по време на лекция в Париж. Лекцията е публикувана в L'existentialisme est un humanisme (Екзистенциализмът е хуманизъм), кратка книга, която популяризира екзистенциалистичната мисъл. По-късно Марсел отхвърля този етикет в ползва на термина „неосократика“, в чест на есето на Сьорен Киркегор „За концепцията на иронията“.
Някои учени твърдят, че терминът трябва да се използва само за обозначаване на културното движение в Европа през 40-те и 50-те години на миналия век, свързано с творбите на философите Сартр, Симон дьо Бовоар, Морис Мерло-Понти и Албер Камю. Други учени удължават термина и включват и Киркегор, а някои дори стигат до Сократ. Терминът обаче често се отъждествява с философските възгледи на Сартр.

## Същност
Проблемът „съществуване и същност“ е централен за екзистенциализма.
Според същността и съществуването си във вселената има три вида обекти:
- нещата от природата – при тях съществуване и същност съвпадат;
- нещата, сътворени от човека – при тях същността предхожда съществуването, идеята за тях се ражда преди те да бъдат сътворени;
- човекът – при него съществуването предхожда същността, защото за разлика от животните същността му не се свежда до неговата анатомия и физиология.

Той се появява на земята, и чак след това се самоопределя. Първоначално той не притежава същност, но после сам решава какво да прави и създаде от себе си. Човек е само това, което избере да бъде, откъдето идва и важността на избора. По този начин екзистенциализмът придава на човек цялата отговорност на неговото съществуване, но отбелязва и дадената му свобода за сътворение на себе си и света около себе си.

### Екзистенциалните проблеми
Апокалиптичната действителност по време на двете световни войни предопределя основните и най-дискутирани теми от интелектуалците, повече или по-малко близки до екзистенциализма: човешкото съществуване, станало все по-трудно; абсурдността; страданието и смъртта; обезличаването на отделната личност и сгромолясването на разума.

### Два типа екзистенциализъм
Могат да се определят два вида екзистенциализъм:
- Религиозен, чиито представители са Габриел Марсел, Карл Ясперс, Николай Бердяев, Лев Шестов, Мартин Бубер, и
- Атеистичен, с представители: Мартин Хайдегер, Жан-Пол Сартр, Албер Камю, Симон дьо Бовоар.

## Концепции

### Съществуването предшества същността
Главна статия: Съществуването предшества същността
Сартр твърди, че централно предложенние на екзистенциализма е, че съществуването предшества същността, което означава, че най-важното съображение за индивидите е, че те са индивиди—независимо действащи и отговорни, осъзнати същества („съществуване“)—а не какви етикети, роли, стереотипи, дефиниции или други предварително създадени категории, на които индивидите отговарят („същност“). Реалният живот на индивидите е това, което представлява онова, което би могло да се нарече тяхната „истинска същност“, вместо да съществува произволно приписана същност, която другите използват за определянето им. Така човешките същества чрез собственото си съзнание създават свои собствени ценности и определят смисъл на живота си. Въпреки че Сартр е този, който изрично изказва тази фраза, подобни понятия могат да се намерят в мисълта на екзистенциални философи като например Хайдегер и Киркегор.
Някои интерпретират империтива за самоопределяне като значение, че всеки може да пожелае да бъде каквото и да било. Обаче един екзистенциален философ би казал, че такова желание представлява неистинско съществуване – това, което Сартр би нарекъл „лоша вяра“. Вместо това, фразата трябва да се приема в смисъл, че хората (1) се определят само доколкото действат и (2), че са отговорни за своите действия. Например, някой, който се държи жестоко спрямо други хора е, чрез този си акт, определен като жесток човек. Освен това, чрез това жестоко действие, такива персони самите са отговорни за своята идентичност (жестоки хора). Това е противоположно на техните гени или човешката природа, носеща вина.
Както Сартр казва в лекцията си Екзистенциализмът е хуманизъм: „човек преди всичко съществува, среща себе си, изгрява в света и след това се дефинира“. По-позитивният и успокояващ аспект на това също се подразбира: човек може да избере да действа по различен начин и да бъде добър човек, вместо жесток човек.

### Абсурдното
Главна статия: Абсурдизъм
Представата за абсурдното съдържа идеята, че в света няма смисъл отвъд този, който ние му придаваме. Тази безсмисленост обхваща и аморалността или „несправедливостта“ на света. Тази концептуализация може да бъде подчертана по начина, по който се противопоставя на традиционната религиозна перспектива на авраамически религии, които установяват, че целта на живота е изпълнението на Божиите заповеди. Такава цел е това, което дава смисъл в живота на хората. Да живееш живота на абсурда означава да отхвърлиш живот, който намира или преследва определен смисъл за съществуването на човека, тъй като няма какво да се открие. Според Албер Камю светът или човекът сам по себе си не е абсурден. Концепцията възниква само чрез съпоставянето на двете, където животът става абсурден поради несъвместимостта между хората и света, който обитават. Този възглед представлява едно от двете интерпретации на абсурда в екзистенциалната литература. Вторият възглед, който е разработен за първи път от Сьорен Киркегор, твърди, че абсурдът е ограничен до действията и изборите на човешките същества. Те се считат за абсурдни, тъй като те идват от човешката свобода, подкопавайки основата им извън себе си.
Представата за абсурдното в екзистенциализма противоречи на твърдението, че „лоши неща не се случват на добри хора“; за света, метафорично казано, не съществува такова нещо като добър човек или лош човек; каквото се случва, се случва и може да се случи както на „добър“, така и на „лош“ човек. Поради абсурдността на света, във всеки един момент, нещо може да се случи някому, трагично събитие може да вкара някого в пряка конфронтация с Абсурдното. Представата за абсурдното е видно в литературата през историята. Много от литературните произведения на Киркегор, Самюел Бекет, Франц Кафка, Фьодор Достоевски, Йожен Йонеско, Мигел де Унамуно, Луиджи Пирандело, Сартр, Джоузеф Хелър и Камю съдържат описания на хора, които се срещат с абсурдността на света.
Във връзка с концепцията за опустошителното осъзнаване на безсмислието Камю твърди че „има само един наистина сериозен философски проблем и това е самоубийството“ в своя „Митът за Сизиф“.

## Критика на екзистенциализма
Херберт Маркузе критикува екзистенциализма, особено книгата на Сартр „Битие и нищо“, за това че проектира определени черти на модерното живеене, като супресивното общество, безпокойството, безсмислието върху същността на съществуването въобще.
Теодор Адорно, в неговата книга Жаргона на автентичността, критикува хайдегеровата философия, в нейната употреба на езика и особено за това, че представлява мистифицираща идеология на развитото индустриално общество и неговите силови структури.

## Представители
- Мартин Хайдегер, Карл Ясперс в Германия
- Габриел Марсел, Албер Камю, Жан-Пол Сартр, Симон дьо Бовоар във Франция
- Лев Шестов, Николай Бердяев в Русия